# Abkommen von Kumanovo
Das Abkommen von Kumanovo (albanisch Marrëveshja ushtarako-teknike në Kumanovë oder auch Marrëveshja e Kumanovës; serbisch Војно-технички споразум у Куманову Vojno-tehnički sporazum u Kumanovu oder auch Kumanovski sporazum) wurde am 9. Juni 1999 am Militärflugplatz in der Nähe von Kumanovo (heute Nordmazedonien) unterzeichnet. Das Abkommen markierte den Abbruch und das Ende der Operation Allied Force, welches eine vom 24. März bis 10. Juni 1999 stattfindende militärische Operation der NATO gegen die damalige Bundesrepublik Jugoslawien im Rahmen des Kosovokriegs war. Einen Tag später wurde die Resolution 1244 vom Sicherheitsrat der Vereinten Nationen angenommen.
Das Abkommen wurde vom General Svetozar Marjanović der jugoslawischen Armee, vom Polizeigeneral Obrad Stevanović und vom britischen General Mike Jackson unterzeichnet. Damit endete die Zeit der Jugoslawienkriege, die 1991 begonnen hatte.

## Die wichtigsten Bestimmungen
- Einstellung der Feindseligkeiten zwischen den NATO-Truppen mit der jugoslawischen Armee und der serbischen Polizei.
- Der Rückzug der jugoslawischen Armee und der serbischen Polizei aus dem Kosovo im Zeitraum von elf Tagen.
- Gründung einer Sicherheitszone von der administrativen Grenze zum Kosovo innerhalb der Republik Serbien und Montenegro.
- Die Verpflichtung der KFOR-Truppen zur Entwaffnung der UÇK.

## Umsetzung
Mit der Unterzeichnung des Abkommens wurden für die jugoslawische Armee und die serbische Polizei Bedingungen geschaffen. Zur gleichen Zeit begann am 10. Juni 1999 eine Art „Wettlauf“ zwischen der KFOR und etwa 200 Angehörigen der russischen Brigade in der Multinationalen Division Nord, welche in Bosnien und Herzegowina stationiert war, und der NATO, deren Truppen in Albanien und Mazedonien stationiert waren, der sogenannte „russische Vorstoß nach Priština“.